# 2. A HOL za muškarce 2013./14.
2.A hrvatska odbojkaška liga je predstavljala drugi rang odbojkaškog prvenstva Hrvatske za muškarce u sezoni 2013./14. Sudjelovalo je 28 klubova raspoređenih u četiri skupine.

## Ljestvice

### Centar
| mj  | klub                   | ut | pob | por | set+ | set- | bod |
| --- | ---------------------- | -- | --- | --- | ---- | ---- | --- |
| 1.  | Gorica (Velika Gorica) | 18 | 14  | 4   | 49   | 19   | 44  |
| 2.  | Medicinar (Zagreb)     | 18 | 15  | 3   | 49   | 25   | 41  |
| 3.  | Čazma (Čazma)          | 18 | 12  | 6   | 47   | 25   | 39  |
| 4.  | Nepomuk (Stupnik)      | 18 | 10  | 8   | 39   | 34   | 30  |
| 5.  | 4 Rijeke (Karlovac)    | 18 | 10  | 8   | 36   | 37   | 26  |
| 6.  | Quirin (Sisak)         | 18 | 10  | 8   | 31   | 33   | 25  |
| 7.  | Nedelišće (Nedelišće)  | 18 | 7   | 11  | 31   | 36   | 22  |
| 8.  | Daruvar (Daruvar)      | 18 | 7   | 11  | 27   | 36   | 21  |
| 9.  | Petrinja (Petrinja)    | 18 | 4   | 14  | 21   | 47   | 13  |
| 10. | Totovec (Čakovec)      | 18 | 3   | 15  | 12   | 50   | 6   |

### Istok
| mj | klub                       | ut | pob | por | set+ | set- | bod |
| -- | -------------------------- | -- | --- | --- | ---- | ---- | --- |
| 1. | Borovo - Vukovar (Vukovar) | 16 | 15  | 1   | 47   | 8    | 45  |
| 2. | Mursa III (Osijek)         | 16 | 14  | 2   | 45   | 11   | 42  |
| 3. | Valpovka (Valpovo)         | 16 | 12  | 4   | 39   | 18   | 35  |
| 4. | Željezničar (Osijek)       | 16 | 11  | 5   | 35   | 23   | 32  |
| 5. | Brod II (Slavonski Brod)   | 16 | 6   | 10  | 28   | 34   | 21  |
| 6. | Sokol (Požega)             | 16 | 6   | 10  | 22   | 34   | 16  |
| 7. | Zrinski (Nuštar)           | 16 | 4   | 12  | 18   | 43   | 11  |
| 8. | Mursa II (Osijek)          | 16 | 3   | 15  | 15   | 43   | 9   |
| 9. | Vukovar (Vukovar)          | 16 | 1   | 15  | 12   | 47   | 5   |

### Jug
| mj | klub                                      | ut | pob | por | set+ | set- | bod |
| -- | ----------------------------------------- | -- | --- | --- | ---- | ---- | --- |
| 1. | Split (Split)                             | 12 | 10  | 2   | 31   | 12   | 28  |
| 2. | Mladost Marina Kaštela II (Kaštel Lukšić) | 12 | 5   | 7   | 26   | 24   | 19  |
| 3. | Zadar II (Zadar)                          | 11 | 5   | 6   | 18   | 23   | 14  |
| 4. | Dubrovnik 2001 (Dubrovnik)                | 11 | 3   | 8   | 12   | 28   | 8   |

### Zapad
| mj | klub                 | ut | pob | por | set+ | set- | bod |
| -- | -------------------- | -- | --- | --- | ---- | ---- | --- |
| 1. | Centurion (Pula)     | 8  | 7   | 1   | 23   | 5    | 22  |
| 2. | Mlaka (Rijeka)       | 8  | 7   | 1   | 21   | 8    | 19  |
| 3. | Rijeka II (Rijeka)   | 8  | 3   | 5   | 14   | 17   | 11  |
| 4. | Rovinj II (Rovinj)   | 8  | 2   | 6   | 9    | 21   | 5   |
| 5. | Opatija II (Opatija) | 8  | 1   | 7   | 5    | 21   | 3   |

### Kvalifikacije za 1.A ligu
Igrano u Vukovaru 17. i 18. svibnja 2014.
| mj | klub                       | ut | pob | por | set+ | set- | bod |
| -- | -------------------------- | -- | --- | --- | ---- | ---- | --- |
| 1. | Centurion (Pula)           | 3  | 2   | 1   | 7    | 4    | 6   |
| 2. | Borovo - Vukovar (Vukovar) | 3  | 2   | 1   | 7    | 4    | 6   |
| 3. | Gorica (Velika Gorica)     | 3  | 2   | 1   | 7    | 5    | 6   |
| 4. | Split (Split)              | 3  | 0   | 3   | 1    | 9    | 0   |

## Poveznice
- 1.A liga 2013./14.
- Kup Hrvatske 2013.